# Humberto Alonso Morelli
Humberto Alonso Morelli (Veracruz, Veracruz; 26 de noviembre de 1971) mejor conocido como Morelli,  es un mercadólogo, empresario y político mexicano.
Es miembro del Partido Acción Nacional  desde el año 2012 y sirvió como diputado federal en la LXII Legislatura del Congreso mexicano  del 2012 a 2015 representando al distrito 4 del estado de Veracruz.
Durante su gestión como diputado, destacó por haber etiquetado una importante cantidad de recursos para obras en el municipio de Boca del Río el cual representó.

## Estudios
- Licenciatura en Mercadotecnia en el Instituto Tecnológico y de Estudios Superiores de Monterrey (ITESM). Egresado en 1995.
- Especialización en Finanzas Corporativas por el ITESM. Diplomado en 1995.
- Diplomado en Alta Dirección de Empresas por el ITESM. Diplomado en 2008.
- Diplomado en Clúster Económicos por el ITESM. Diplomado en 2009.
- Maestría en Administración Publica por la UVM. Diplomado en 2021.

## Familia
Su papá Humberto Alonso es ingeniero mecánico electricista, titulado de la Universidad Veracruzana comenzó su propio negocio desde muy joven en la ciudad de Veracruz, Ver.
Su mamá  María Antonieta Morelli Tosi, nacida en Italia, una mujer fuerte, trabajadora, muy bondadosa, altruista y solidaria. 
Su abuelo el “nono”, Santiago Morelli fue una figura muy importante en la vida de Humberto, fue uno de los pioneros de Tenaris Tamsa, comenzando a armar el departamento de acería hasta llegar a ser gerente del mismo,  que ayudó a consolidar una empresa que abrió paso a una importante industria en el país que ha producido miles de empleos. 
Está casado con Karla A. Robles, egresada de la licenciatura en Psicología de la Universidad Cristóbal Colón, una simpatizante panista y comprometida con las causas sociales. Juntos tienen dos hijos, Sebastián y Humberto Alonso Robles (Q. E. P. D.), este último fallecido en un accidente en la ciudad de Vancouver mientras realizaba un intercambio de estudios.

## Trayectoria empresarial
En 1995, tras concluir sus estudios, regresó  su ciudad natal para incorporarse como Gerente General en la empresa familiar que se dedicaba al mayoreo de línea blanca y electrónica. 
En el 2005 emprendió empresas propias, invirtiendo en las áreas industrial y comercial con Grupo Morelli y Clima Artificial de México mismas que continúan funcionando.
Ha sido tanto miembro como asesor/consejero de organizaciones como el Banco de México, Nacional Financiera, la Comisión Federal de Electricidad,  la Cámara Nacional de Comercio (CANACO), la Coparmex, el ITESM y la Universidad Cristóbal Colón. 

### Representación en la Iniciativa Privada
- Fue Vicepresidente de COPARMEX Veracruz en el periodo 2007-2008, durante este periodo destacó por fortalecer el concepto de competitividad en las empresas, junto con el presidente en turno Baltazar Pazos Gómez.
- Fue Presidente de COPARMEX Veracruz en el periodo 2009-2010, durante dicho periodo destacó por defender los derechos de los socios empresarios a quien el gobierno del estado debía fuertes sumas por servicios prestados. Así mismo, por su oposición a la integración de las policías locales a la policía estatal.[5]

## Trayectoria política y cargos públicos
En el 2010, fue candidato para la alcaldía de Boca del Río por la alianza Viva Veracruz, conformada por el PAN y el PANAL, tras una reñida elección y no ganó la elección; sin embargo, comprobó la realización de un fraude electoral a favor del candidato del PRI, Salvado Manzur Díaz, llevado a cabo durante la elección a través del llamado "turismo electoral" inflando el padrón de Boca del Río con 7 mil foráneos. 
En el 2011, se hizo formalmente miembro del Partido Acción Nacional. 
Más tarde en el 2012, se lanzó para la Diputación Federal del distrito 04 conformado por Boca del Río y Veracruz Rural, elección que ganó con el 19% de ventaja sobre el candidato del PRI. 
En la LXII Legislatura, fungió como secretario de la Comisión de Hacienda y Crédito Público, y como integrante de las comisiones de Comunicaciones y Recursos Hidráulicos, más tarde perteneció también a la comisión de Presupuesto y Cuenta Pública.
Durante los 3 años de su periodo como diputado, se distinguió etiquetar casi mil millones de pesos para obras públicas en el municipio de Boca del Río, recursos que se ven reflejados en el desarrollo urbano y social de la sociedad. 
A finales del 2016, encabezó la dirección de Desarrollo Social del Ayuntamiento de Boca del Río.
En el 2017 se inscribió por segunda ocasión como candidato a la alcaldía de Boca del Río, por la alianza El Cambio Sigue, del PAN-PRD. Bajo el eslogan Boca Sigue y tras una campaña de 30 días, ganó los comicios el 4 de junio, con la ventaja más avasalladora del estado, superando por el 56% a su oponente más cercano. 
En 2018 asumió el cargo de Presidente Municipal de Boca del Río, en el Estado de Veracruz, y concluyó su período en el año 2021, siendo la administración municipal mas exitosa de su tiempo, reconocida por el Consejo Mundial de la Calidad y por la ONU como el GOBIERNO LOCAL mas confiable del mundo y el primero en obtener la certificación de la norma ISO18091/2019 a nivel mundial. 